# A Flock of Seagulls
A Flock of Seagulls ist eine britische New-Wave-Band, die 1979 in Liverpool unter dem Namen Tontrix gegründet wurde und deren Namen später in Level 7 geändert wurde bevor sie durch ein Konzert der Band The Stranglers zu ihrem eigentlichen Bandnamen kamen. Die größten Hits in Deutschland waren I Ran (1982), Wishing (If I Had a Photograph of You) (1983) und The More You Live, The More You Love (1984).

## Geschichte

### 1979–1981: Die Gründungsphase
A Flock of Seagulls wurden um Mike Score und dessen Bruder Ali im Jahre 1979 in Liverpool formiert. Mike Score, ein gelernter Friseur, spielte Keyboard und Gitarre und sang. Sein Bruder Ali bediente das Schlagzeug, und ein befreundeter Friseur, Frank Maudsley, übernahm den Bass. Zwischenzeitlich spielte Mark Edmondson am Schlagzeug, dessen Freund Paul Reynolds dann im Alter von 17 Jahren zu der Band stieß, nachdem Gitarrist Willie Woo die Band mitten während einer Serie geplanter Auftritte unangekündigt verlassen hatte. Die Band schrieb weiter Songs und tourte durch Clubs auf der Suche nach einem Plattenvertrag. Schließlich veröffentlichten sie im Frühjahr (Mai) 1981 ihre Debüt-Single „(It’s Not Me) Talking“ auf Cocteau Records. Auf Jive Records folgte dann die EP Modern Love Is Automatic / Telecommunication. Während die EP es nicht in die Charts schaffte, wurde der Titelsong Telecommunication ein Untergrundhit in den New-Wave-Clubs.

### 1981–1984: Die Erfolge
Ende 1981 unterschrieb die Band einen Vertrag beim großen Label Jive Records, und ihr Debütalbum A Flock of Seagulls erschien im Frühling 1982. I Ran (So Far Away) wurde als erste Single ausgekoppelt. MTV fand Gefallen an dem Video, welches lange Einstellungen von Mike Score mit seiner extravaganten Frisur enthielt. Durch die große Präsenz auf MTV kletterte die Single im Sommer 1982 in die US-amerikanischen Top Ten und riss das Album mit sich in die Charts. In Großbritannien schaffte es I Ran zwar nicht einmal in die Top 40, aber noch im selben Jahr erreichte Wishing (If I Had a Photograph of You), die erste Vorab-Auskopplung vom zweiten Album Listen, dort Platz 10. Im Jahr 1983 wurden Listen und weitere Singles daraus veröffentlicht, allesamt mit moderatem Erfolg. Auch das 1984 erschienene dritte Album The Story of a Young Heart war mäßig erfolgreich, ohne aber die große Hit-Single hervorzubringen. Die höchste Platzierung erreichte noch die erste Single The More You Live, the More You Love (Platz 26 in Großbritannien).

### 1984–1986: Der Zerfall
Nach dem Album verließ Reynolds die Band und wurde durch Gary Steadman ersetzt; außerdem stieß Keyboarder Chris Chryssaphis dazu. Die neue Formation veröffentlichte 1986 das poppigere Album Dream Come True, welches nicht mehr an die alten Erfolge anknüpfen konnte. Kurz danach zerfiel die Band.

### 1989–2021
1989 formierte Mike Score eine neue Band unter dem Namen A Flock of Seagulls und ging seitdem immer wieder mit wechselnder Besetzung auf Tour.
1995 wurde ein neues Album namens The Light at the End of the World veröffentlicht.
Im November 2003 traten A Flock of Seagulls in Originalbesetzung (Mike und Ali Score, Paul Reynolds und Frank Maudsley) beim Musiksender VH1 im Rahmen der Serie Bands Reunited auf. Im September 2004 gaben die vier erneut einige Konzerte in den Vereinigten Staaten, gingen danach aber sofort wieder eigene Wege.
Seit 2005 geht Mike Score wieder mit neuer Besetzung auf Tour. Im September 2009 gab die Formation unter anderem fünf Konzerte in Deutschland, auf denen neben einigen neuen Songs vor allem die alten Hits gespielt wurden. A Flock of Seagulls kündigten im Mai 2018 auf YouTube ein Comeback in Originalbesetzung an. Zudem wurde verkündet, dass Mike Score, Ali Score, Frank Maudsley und Paul Reynolds gemeinsam an einem neuen Album arbeiten, das unter dem Namen Ascension 2018 mit dem Prager Symphonic Orchestra aufgenommen und veröffentlicht wurde. Im Jahr 2019 wurde eine Sammlung von erweiterten Remixversionen bekannter Titel veröffentlicht, die durch die Originalbesetzung neu eingespielt worden war. Ein zweiter Teil orchestraler Neuinterpretationen unter Mitwirkung des RTV-Slowenischen Symphonieorchesters wurde mit dem Titel String Theory am 20. August 2021 veröffentlicht.

### Seit 2025
Im Dezember 2024 veröffentlichten A Flock of Seagulls das Album Some Dreams. 
Anfang April 2025 kam mit The Light At The End Of The World (Special Edition) schon das nächste Album raus.

## Name
Der Bandname ist einer Textzeile des Liedes Toiler on the Sea von The Stranglers entnommen und bedeutet: Ein Möwenschwarm.

## Auszeichnungen
Der Song D.N.A. erhielt 1983 einen Grammy Award als „Best Rock Instrumental Performance“.

## Diskografie

### Alben
- 1982: A Flock of Seagulls
- 1983: Listen
- 1984: The Story of a Young Heart
- 1986: Dream Come True
- 1995: The Light at the End of the World
- 2003: I Ran: The Best of (neu eingespielt)
- 2018: Ascension
- 2019: Inflight (The Extended Essentials) (neu eingespielt)
- 2021: String Theory
- 2024: Some Dreams

### Kompilationen
- 1986: The Best of a Flock of Seagulls
- 1987: Greatest Hits
- 1995: 20 Classics of the 80’s
- 1995: Telecommunications
- 1993: The Best of a Flock of Seagulls
- 1999: Greatest Hits Remixed
- 1999: I Ran
- 2003: Platinum & Gold Collection
- 2003: Essential New Wave
- 2006: We Are the ’80s

### Singles/EPs
- 1981: Modern Love Is Automatic
- 1981: Telecommunication
- 1982: I Ran (So Far Away)
- 1982: Space Age Love Song
- 1982: Wishing (If I Had A Photograph Of You)
- 1983: (It’s Not Me) Talking
- 1983: Nightmares
- 1983: Transfer Affection
- 1984: Master And Servant / The More You Live, The More You Love
- 1984: The More You Live, The More You Love
- 1984: Never Again (The Dancer)
- 1985: Remember David
- 1985: Who’s That Girl (She’s Got It)
- 1986: Heartbeat Like A Drum
- 1989: Magic
- 2023: Remember David[12]

## Auszeichnungen für Musikverkäufe
| Platin-Schallplatte - Neuseeland - 2022: für die Single I Ran (So Far Away) |

Anmerkung: Auszeichnungen in Ländern aus den Charttabellen bzw. Chartboxen sind in ebendiesen zu finden.
| Land/RegionAuszeichnungen für Musikverkäufe (Land/Region, Auszeichnungen, Verkäufe, Quellen) | Silber     | Gold     | Platin  | Verkäufe | Quellen          |
| -------------------------------------------------------------------------------------------- | ---------- | -------- | ------- | -------- | ---------------- |
| Neuseeland (RMNZ)                                                                            | —          | —        | Platin1 | 30.000   | radioscope.co.nz |
| Vereinigte Staaten (RIAA)                                                                    | —          | Gold1    | —       | 500.000  | riaa.com         |
| Vereinigtes Königreich (BPI)                                                                 | 2× Silber2 | Gold1    | —       | 710.000  | bpi.co.uk        |
| Insgesamt                                                                                    | 2× Silber2 | 2× Gold2 | Platin1 |          |                  |